# ایرانیان جمهوری آذربایجان
ایرانیان جمهوری آذربایجان به شهروندان با ملیت ایرانی گفته می‌شود، که در جمهوری آذربایجان از والدینی ایرانی زاده متولد شده، یا در گذر زمان به جمهوری آذربایجان مهاجرت کرده‌اند.

## پیشینه
پس از جدایی جمهوری آذربایجان از خاک ایران، ایرانیان و اهالی جمهوری آذربایجان به دلیل نزدیکی فرهنگی و زبانی با اهالی آذربایجانی‌های ایران دارای روابط نزدیکی می‌باشند و مهاجرت‌هایی میان اهالی دو کشور صورت پذیرفته‌است. به گونه‌ای که افزون بر سفارت ایران در باکو، در جمهوری خودمختار نخجوان نیز، ایران دارای کنسولگری می‌باشد.
دسته نخست پیشینه ایرانیان جمهوری آذربایجان از والدینی ایرانی در جمهوری آذربایجان زاده شده‌اند و دسته دوم ایرانیانی هستند که که در گذر زمان برای کار، تحصیل، زندگی در جمهوری آذربایجان ساکن شده‌اند. جوامع بزرگی از ایرانیان آذربایجانی در کلانشهر باکو سکونت دارند.

## جمعیت
جمعیت ایرانیان جمهوری آذربایجان را دانشنامه زبان‌شناسی اتنولوگ، به صورت زبانی ۲۴۸٬۰۰۰ نفر را از اهالی آذربایجانی‌های ایران و ۱٬۲۰۰ را فارسی‌زبانان ایرانی برآورد کرده‌است.

## سرشناسان

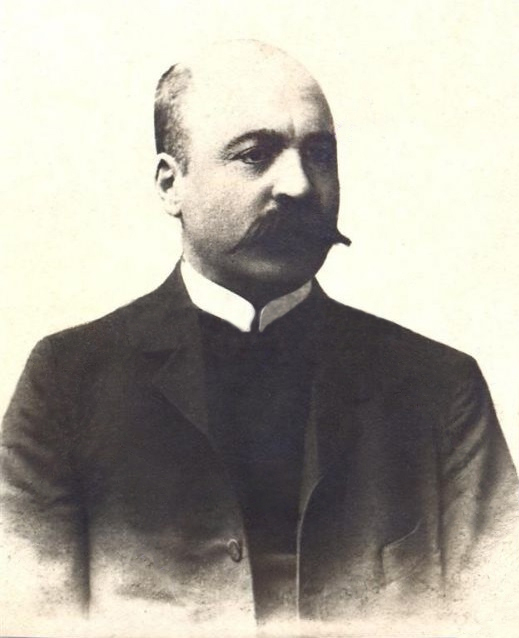
جلیل محمدقلی‌زاده، بنیان‌گذار روزنامه ملانصرالدین

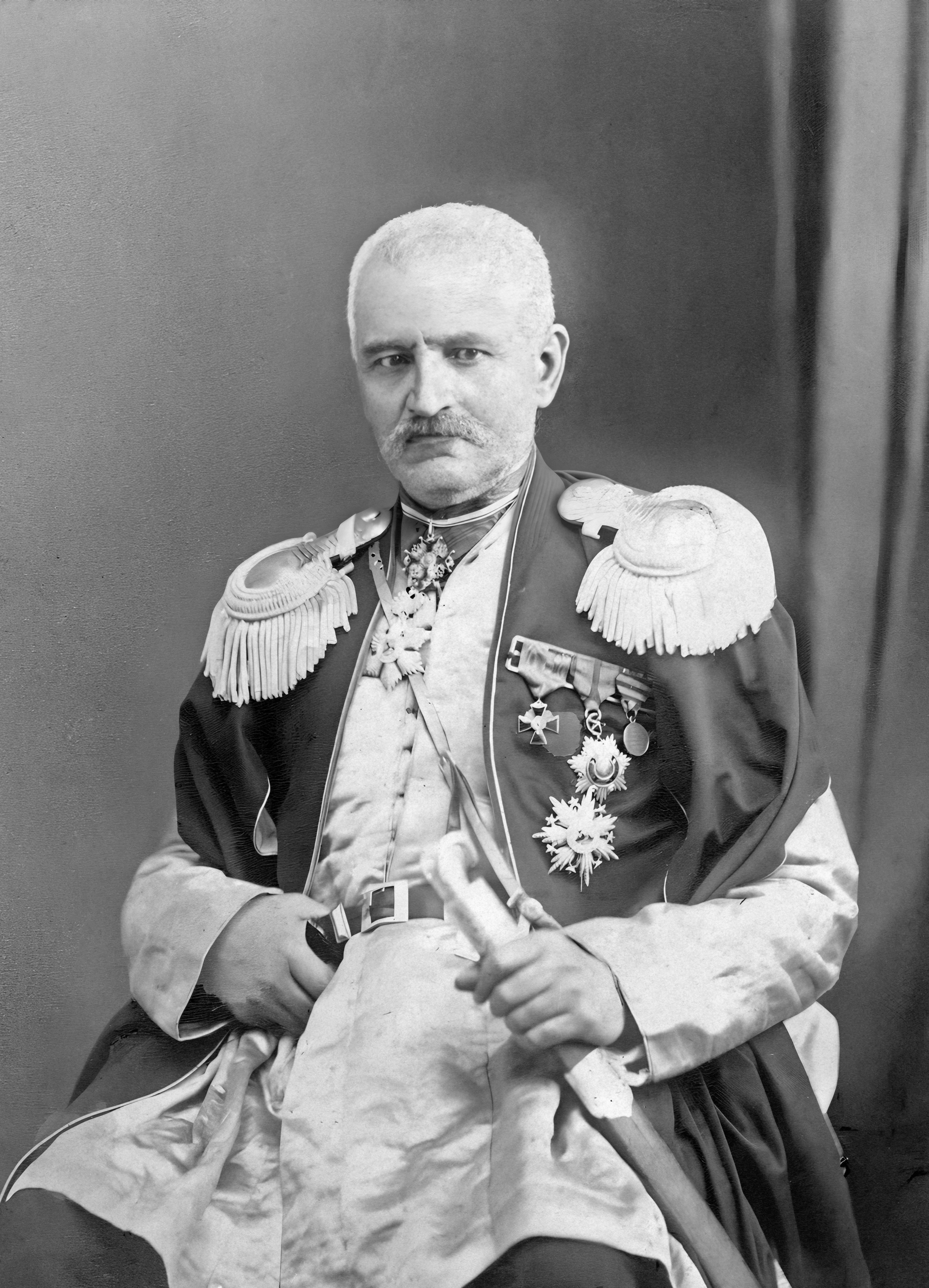
میرزا فتحعلی آخوندزاده، از پیشگامان جنبش ترقی‌خواهی و ناسیونالیسم ایرانی

ایرانیان جمهوری آذربایجان در طول تاریخ، ادیبان، فرهیختگان، شاعران، نویسندگان، خوانندگان بسیاری داشته‌اند، که برخی از آنان عبارتند از:
- میرجلال پاشایف: زاده روستای اندبیل در استان اردبیل، نویسنده و پدربزرگ مهربان علیوا بانوی نخست جمهوری آذربایجان
- علی ناظم زاده تبریز، شاعر و منتقد ادبی
- جعفر پیشه‌وری: زاده خلخال سیاست‌مدار
- غلام یحیی دانشیان: زاده سراب سیاست‌مدار
- ربابه مراداوا: زاده اردبیل، خواننده
- میرزا فتحعلی آخوندزاده: زاده شکی اصالتاً اهل خامنه، نمایشنامه‌نویس آزادی‌خواه
- میرزا ابراهیموف: زاده سراب، سیاست‌مدار، نمایش‌نامه‌نویس، منتقد ادبی، پژوهشگر و نویسنده
- قاسم انوار: زاده سراب، شاعر
- جلیل محمدقلی‌زاده: زاده نخجوان اصالتاً اهل خوی، هنرمند و روزنامه‌نگار
- علی سلیمی: زاده باکو اصالتاً اهل اردبیل، آهنگساز و نوازنده
- ولی‌الله خاکدان: زاده باکو، کارگردان اصالتاً اهل مراغه